# Желтокрылки

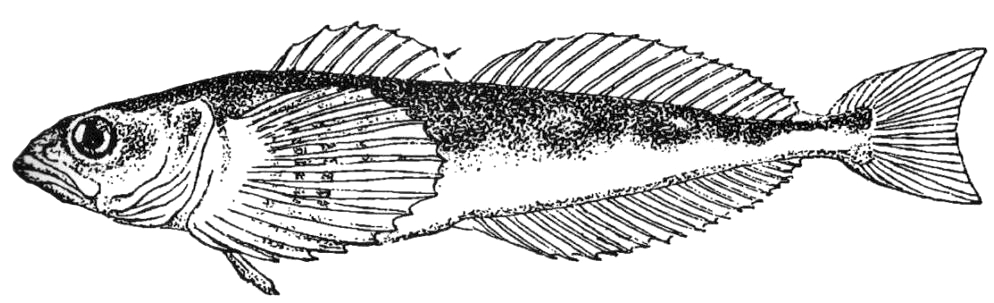
Cottocomephorus alexandrae

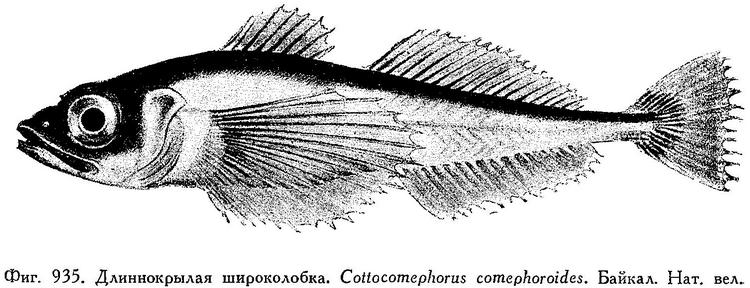
Cottocomephorus inermis

Желтокрылки, или широколобки (лат. Cottocomephorus), — род лучепёрых рыб из семейства рогатковых. Ранее его относили к семейству желтокрылковых (Cottocomephoridae). Включает 3 вида. Эндемики Байкала.

## Описание
Тело длиной 15—17 см, сжатое с боков. Голова также сжата с боков, что характерно для пелагических рыб. Грудные плавники большие, часто желтоватого цвета (откуда название), с поперечными полосами; хвостовой плавник выемчатый. У самцов Cottocomephorus grewingkii в период нереста грудные плавники окрашиваются в ярко-жёлтый цвет. Брюшко и бока серебристые, спина и голова зеленовато-бурые с небольшими коричневыми пятнами.

## Виды
В род включают три вида:
- Северобайкальская желтокрылка (Cottocomephorus alexandrae)
- Желтокрылая широколобка (Cottocomephorus grewingkii)
- Длиннокрылая широколобка (Cottocomephorus inermis)

Питаются планктоном, бокоплавами и молодью рыб. Нерест с февраля по август на небольших глубинах. Самец охраняет кладку икры, а взмахи его грудных плавников обеспечивают приток к ней воды, богатой кислородом; гибель самца ведёт к гибели кладки икры.

## Распространение
Желтокрылки — эндемики озера Байкал. Cottocomephorus grewingkii заходит также в Ангару. Ранее, до постройки плотины Иркутской ГЭС, в Ангаре и Иркуте встречался Cottocomephorus inermis.

## Образ жизни
Обитают на глубине до 500 м у дна или в толще воды. Основной корм — планктон, бокоплавы, молодь различных желтокрылок, длиннокрылок и голомянок.
Нерест проходит с февраля по август, на небольшой глубине. У Cottocomephorus grewingkii нерестящиеся особи образуют три нерестовых стада, различающиеся размером производителей, сроками и местом нереста. Вплоть до выхода личинок икру охраняют самцы, взмахи плавников обеспечивая постоянный приток насыщенной кислородом воды. В случае гибели самца гибнет вся кладка от заиления или выедания гаммаридами и планариями. Cottocomephorus inermis ведёт придонно-пелагический образ жизни; осенью собирается в стаи на глубинах 100—200 м; зимой — на глубинах 50—200 м. Нерест в феврале, преимущественно в проливе Малое море.

## Значение
Cottocomephorus grewingkii был промысловым видом с 1943 по 1971 год, однако затем численность резко снизилась и промысел был запрещён. Cottocomephorus alexandrae служит пищей омуля, а также чёрного и белого хариусов. Молодью Cottocomephorus inermis кормится омуль, а взрослыми особями — сиг, осётр и нерпа.